# Payrignac
Payrignac ist eine südfranzösische Gemeinde mit 654 Einwohnern (Stand: 1. Januar 2022) im Département Lot in der Region Okzitanien (vor 2016: Midi-Pyrénées). Die Gemeinde gehört zum Arrondissement Gourdon und zum Kanton Gourdon.

## Lage
Payrignac liegt etwa 40 Kilometer nordnordwestlich von Cahors im Gebiet des Quercy, genauer gesagt der Bouriane im Herzen des Périgord noir. Das Gemeindegebiet wird vom Flüsschen Germaine durchquert, sein Zufluss Melve verläuft an der nordöstlichen Gemeindegrenze. Umgeben wird Payrignac von den Nachbargemeinden Saint-Cirq-Madelon im Norden und Nordwesten, Milhac im Norden, Anglars-Nozac im Nordosten, Gourdon im Süden und Osten, Léobard im Südwesten sowie Nabirat im Westen.

## Bevölkerungsentwicklung
| Jahr      | 1962 | 1968 | 1975 | 1982 | 1990 | 1999 | 2006 | 2018 |
| Einwohner | 438  | 491  | 466  | 504  | 528  | 589  | 686  | 665  |

Quellen: Cassini und INSEE

## Sehenswürdigkeiten

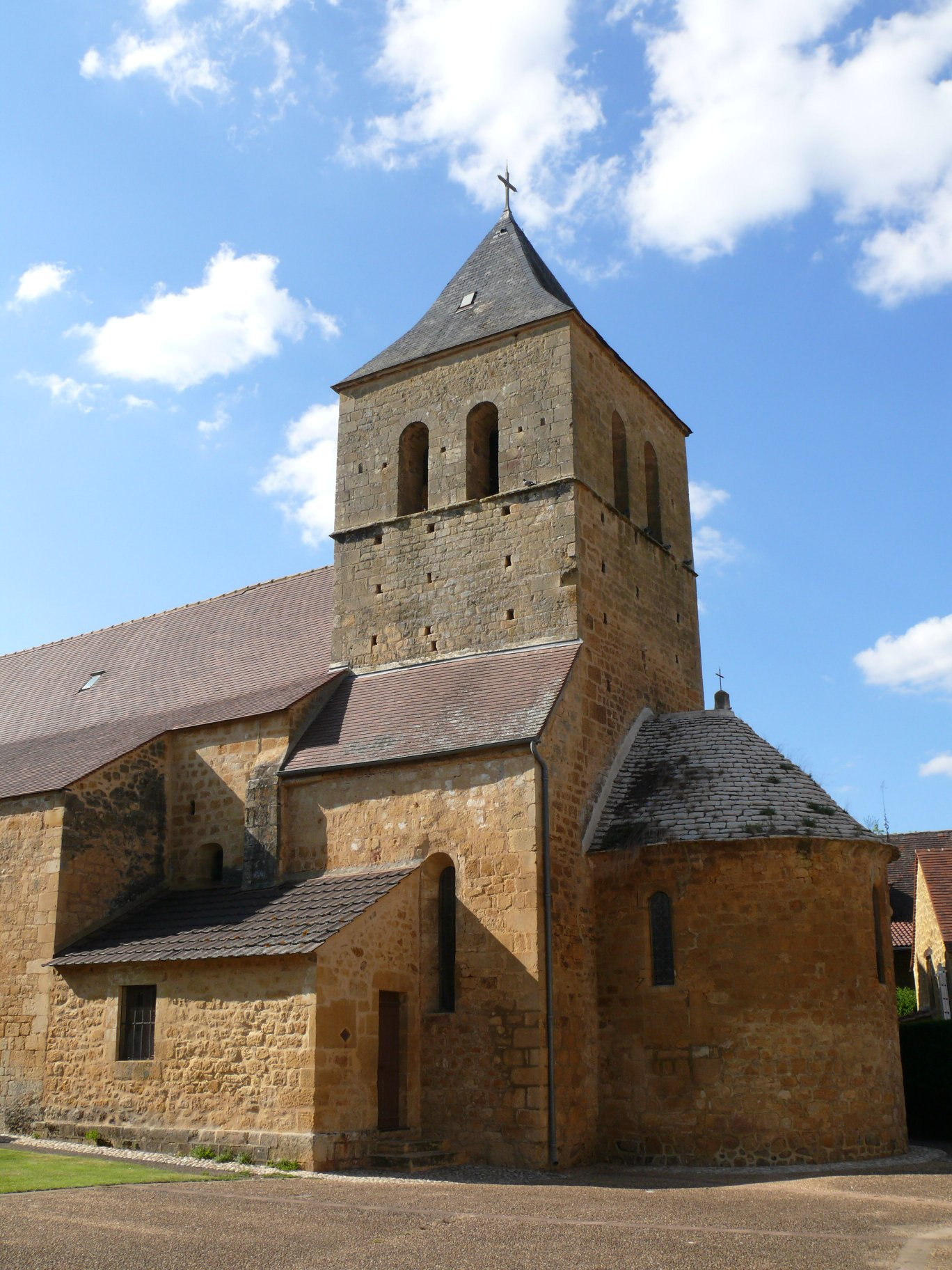
Kirche Saint-Agapit

- Kirche Saint-Agapit
- Höhlen